# Реторта
Реторта (лат. retorta, дословно — «повёрнутая назад») — аппарат, служащий в химической лабораторной и заводской практике для перегонки или (что чаще) для воспроизведения реакций, требующих нагревания и сопровождающихся выделением газообразных или жидких летучих продуктов, которые тут же непосредственно и подвергаются перегонке. Главнейшая особенность устройства реторт, как перегонных аппаратов, состоит в том, что отверстие, служащее для отвода паров в охлаждаемое пространство, находится у них на близком расстоянии от уровня поверхности перегоняемого продукта. Такое устройство является выгодным преимущественно при перегонке высококипящих жидких и твёрдых веществ, а также в тех случаях, когда перегонка должна производиться по возможности быстро, с целью, например, сократить время пребывания паров перегоняемого вещества в нагретом пространстве, где они могут подвергаться разложению.
Недостаток реторт — лёгкая возможность перебрасывания и вообще попадания брызг кипящей жидкости в холодильник и далее в приёмник, а отсюда — сравнительно незначительная чистота получаемого дистиллята. Смотря по назначению и температуре, которой должна подвергаться реторта во время работы, они делаются из стекла, фарфора, огнеупорной глины, котельного железа, чугуна, платины и по своей форме представляют большое разнообразие.
Ещё одной особенностью реторт является специфический способ присоединения их к приёмнику конденсата, не требующий наличия пробок или уплотнений, которые могут быть разрушены высокоактивными парами и конденсатом, также такая конструкция препятствует накоплению конденсата в местах стыков.